# تری اندرسون (روزنامه‌نگار)
تری ای اندرسون (۲۷ اکتبر ۱۹۴۷ – ۲۱ آوریل ۲۰۲۴) روزنامه‌نگار آمریکایی و گروگان سابق شبه نظامیان شیعه لبنان بود. او گزارشگر آسوشیتدپرس بود. وی در سال ۱۹۸۵ توسط شبه نظامیان شیعه حزب‌الله سازمان جهاد اسلامی لبنان گروگان گرفته شد و تا سال ۱۹۹۱ در بازداشت بود.

## زندگی
اندرسون در ۲۷ اکتبر ۱۹۴۷ در لورین، اوهایو به دنیا آمد او در باتاویا، نیویورک بزرگ شد و در سال ۱۹۶۵ از دبیرستان فارغ‌التحصیل شد. او که یک روزنامه‌نگار حرفه‌ای بود، به مدت شش سال در خدمت تفنگداران دریایی ایالات متحده بود و به عنوان روزنامه‌نگار رزمی کار می‌کرد. او در طول جنگ ویتنام دو بار خدمت کرد. پس از ترخیص، در دانشگاه ایالتی آیووا ثبت نام کرد و در سال ۱۹۷۴ با مدرک دوگانه فارغ‌التحصیل شد: یکی در روزنامه‌نگاری و ارتباطات جمعی، دیگری در علوم سیاسی. او سپس به آسوشیتدپرس پیوست و در آسیا و آفریقا خدمت کرد و سپس در سال ۱۹۸۳ به عنوان خبرنگار ارشد خاورمیانه به لبنان منصوب شد

### گروگان در لبنان
در ۱۶ مارس ۱۹۸۵، اندرسون را در بیروت ربودند، در صندوق عقب ماشین گذاشتند و به مکانی مخفی منتقل کردند. شش سال و نه ماه اسیر بود و به مکان‌های جدید منتقل می‌شد. اسیرکنندگان او مسلمانان شیعه حزب‌الله بودند که در تلافی احتمالی استفاده اسرائیل از تسلیحات و کمک‌های ایالات متحده در حملات ۱۹۸۲ تا ۱۹۸۳ علیه اهداف مسلمانان و دروزی‌ها در لبنان، توسط جمهوری اسلامی ایران حمایت شدند. دوران اسارت او طولانی‌ترین گروگانگیری بود که در تلاش برای بیرون راندن نیروهای نظامی آمریکا از لبنان در طول جنگ داخلی لبنان دستگیر شدند.

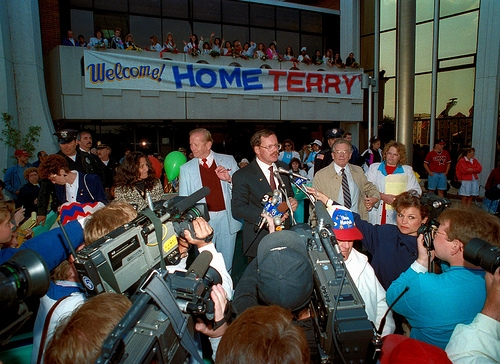
اندرسون در ۲۱ ژوئن ۱۹۹ در لورین، اوهایو

اندرسون در ۴ دسامبر ۱۹۹۱ آزاد شد.

### زندگی پس از اسارت
پس از آزادی، اندرسون دوره‌هایی را در دانشکده روزنامه‌نگاری فارغ‌التحصیل کلمبیا و در دانشکده روزنامه‌نگاری EW Scripps در دانشگاه اوهایو تدریس کرد. او تجربه خود به عنوان گروگان را در کتاب Den of Lions نوشت. او علیه دولت ایران شکایت کرد و در سال ۲۰۰۲ از دارایی‌های مسدود شده ایران ۲۶ میلیون دلار دریافت کرد.

### درگذشت
اندرسون در ۲۱ آوریل ۲۰۲۴ در خانه اش در گرین وود لیک نیویورک در سن ۷۶ سالگی درگذشت. او تحت عمل جراحی قلب قرار گرفته بود.